# Arthur's Desperate Resolve
Arthur's Desperate Resolve è un cortometraggio muto del 1916 interpretato e diretto da William Garwood. Prodotto dalla Victor Film Company, il film è una commedia che aveva come protagonista femminile Lois Wilson.

## Produzione
Il film fu prodotto dalla Victor Film Company.

## Distribuzione
Distribuito dall'Universal Film Manufacturing Company, uscì nelle sale cinematografiche USA il 3 settembre 1916.